# Az utolsó bohém
Az Utolsó bohém is een Hongaarse film uit 1912 en was het speelfilmdebuut van regisseur Michael Curtiz. Het is wellicht een verloren film.